# Совет Турции по научно-техническим исследованиям

Сове́т по научно-техни́ческим иссле́дованиям Ту́рции (тур. Türkiye Bilimsel ve Teknolojik Araştırma Kurumu, TÜBİTAK) — турецкая научная организация, ответственная за проведение научно-исследовательских и опытно-конструкторских работ национального уровня.

## История
В 1960 году президент Турции Джемаль Гюрсель одновременно с научным юридическим советом, который помог составить новую конституцию Турецкой республики, созвал научный совет для нужд Министерства обороны Турции.  Позднее президент на его основе постановил создать Совет по научно-техническим исследованиям с более широким кругом задач и обязанностью давать консультации правительству при составлении планов и проведении политики.
24 июля 1963 года был принят билль №278, в котором учреждался Совет и устанавливались его обязанности. Непосредственно учреждением Совета занимался назначенный президентом Гюрселем турецкий учёный Джахит Арф вместе с группой иных учёных, включая профессора Эрдала Инёню. 
26 декабря 1963 года Джахит Арф стал первым председателем Совета.

## Общие сведения
Штаб-квартира TÜBİTAK находится в Анкаре.  
В 15 различных учреждениях, входящих в структуру Совета, работают более 2 500 исследователей. 
Совет работает в тесном взаимодействии с крупнейшими университетами и научно-исследовательскими центрами Турции.
Одним из масштабных проектов является Генеральный план развития информационной инфраструктуры Турции. 
Советом издаётся «Turkish Journal of Medical Sciences», который с 2014 года входит в поисковую систему PubMed. С 2016 года журнал издаётся также в электронном формате.